# China Morena
La China Morena es una figura emblemática del folklore boliviano, destacada en la danza morenada y en los carnavales de Oruro y la Fiesta del Gran Poder desde mediados del siglo XX. Su representación es un símbolo de la lucha y la visibilidad en la historia de la comunidad LGBT en Bolivia.

## Etimología
El término china adquiere diversos significados según el contexto cultural y religioso. En el carnaval boliviano, se utiliza para designar a la mujer, como en los personajes de China Supay y China Morena. Además de su connotación femenina, las "Chinas" simbolizan la tentación de la carne, vinculada a los pecados capitales bajo la influencia de la tradición católica de los conquistadores, así como a la representación de la parte femenina de la deidad.

## Historia

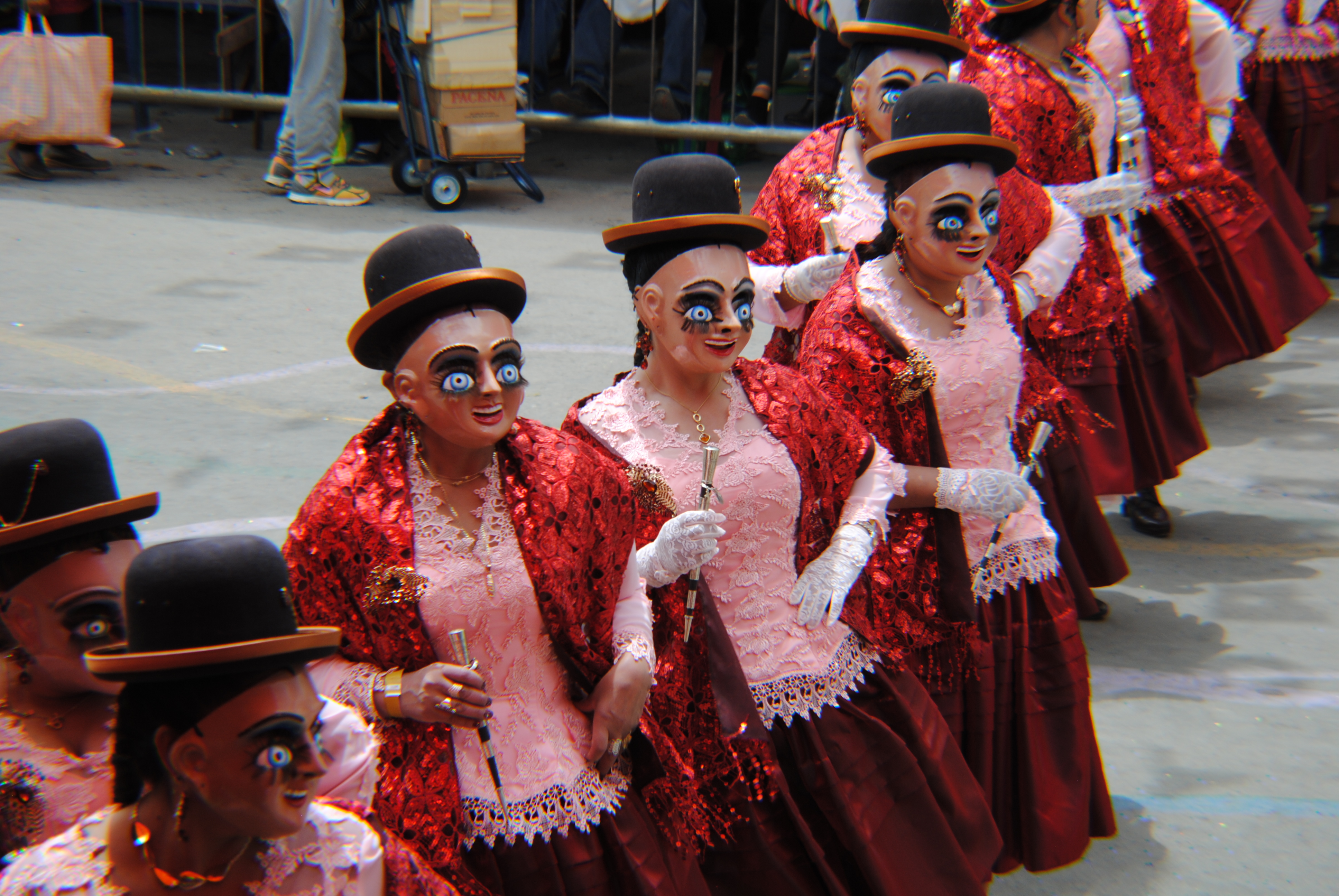
Chinas Morenas con vestimentas tradicionales

### Inicios
La "administración de la sexualidad andina", según describe Cleverth Carlos Cárdenas Plaza en El advenimiento de los primeros travestis o la China Morena travesti. Memoria, tradición e invención, operaba en los señoríos aymaras del área andina y luego en el imperio incaico bajo dos sistemas patriarcales: la dominación andina y la católica. Aunque la participación de hombres vestidos de mujeres en las fiestas populares era aceptada, esta aceptación revelaba un fuerte componente misógino, ya que ni las sociedades autóctonas andinas ni la Colonia toleraban a mujeres bailando y mostrando su desnudez.
Desde principios del siglo XX, las sociedades conservadoras continuaron esta tradición prohibiendo la participación de mujeres en las fiestas, especialmente en figuras como la China Morena, símbolo de seducción y magnetismo, manteniendo así las restricciones sobre la conducta y participación pública femenina. Desde la década de 1950 hasta finales de los años 1960, varones cis heterosexuales y homosexuales (sin declararlo públicamente) interpretaron el papel de la China Morena en el carnaval, vistiendo máscaras, faldas largas hasta los tobillos y trenzas largas, y quienes, en cumplimiento de un rol social asignado que podría denominarse travestismo ritual festivo, exageraban los movimientos de manera tosca y provocativa. La estética de la China Morena en esta época derivó de otros personajes folclóricos como la Ñaupa Chola o la Negra Antonieta, y en la Morenada como un personaje destacable femenino central, en sentido analógico a la China Supay en la Diablada.

### Reversión

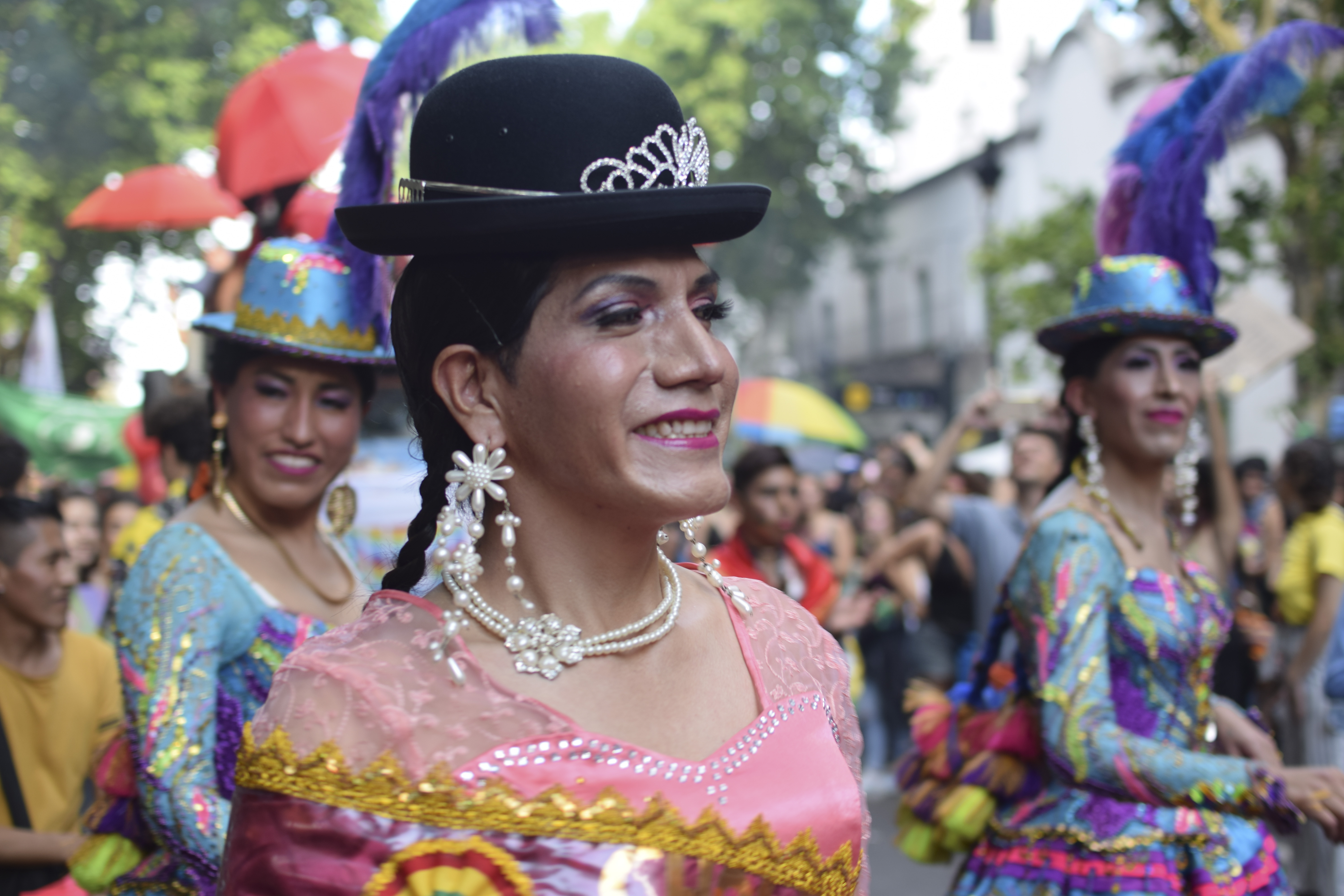
Chinas Morenas participando de la marcha del Orgullo de Buenos Aires en 2018

En las décadas de 1960 y 1970 comenzó a popularizarse el personaje de la China Morena, interpretada por homosexuales y travestis, en especial en el Carnaval de Oruro, uno de los eventos culturales más destacados del país. Su presencia era una figura provocativa en las danzas populares. Es a Carlos Espinoza, conocido como Ofelia o la Gran Ofelia, a quien se le adjudica la reversión de la China Morena, inspirada en la estética de las vedettes argentinas y mexicanas, en las rumberas cubanas y en las modelos que aparecían en las publicidades de algunas líneas de cosméticos de esa época. A finales de los años 60, y después de hacer participado por dos años interpretando a la China Morena, Ofelia modificó los trajes cortando las mangas y acortando la falda, y Franz Hidalgo a través de Liz Karina, otra figura destacada de las Chinas Morenas, introduce la aparición pública sin la máscara tradicional.

Antes las que hoy llamamos chinas morenas eran varones, señores que tenían la vestimenta muy diferente a la que actualmente usan, tenían la pollera bastante larga y bota corta; eso hacía que su vestimenta se vea muy diferente.
Ofelia.

En este período se destacan varias figuras como la Gran Ofelia, Liz Karina, Barbarella, Pocha, Ninón, entre otras.

No podía faltar la figura de ‘Carlitos’, para contribuir al éxito del carnaval y la Morenada Central en los actos de la fiesta vernacular (Periódico La Patria, 12 de febrero de 1975).

#### Estética
Los cambios incluyeron una pollera más corta, con una longitud de aproximadamente 30 centímetros, y botas más largas, alcanzando 10 centímetros por encima de la rodilla.
Se optó por colores fuertes y llamativos, seleccionando telas modernas y de actualidad. Y se incorporaron bordados de fantasía adornados con pedrería, perlas, canutillos, brillos y luces.
Además, se integraron tendencias de moda contemporáneas, como el uso del taco de plataforma, tanto para figuras femeninas como en la comunidad gay. Las mangas de las vestimentas se diseñaron siguiendo la moda de la época, siendo de tipo campana plato con volados en gaza plisada.

#### Recepción de la prensa
La prensa de este período caracterizaba a las chinas morenas como bailarinas sicalípticas:

La Morenada. Sonrisa diabólica y satírica contorsión, contribuyen a la variedad de las figuras del baile de la Morenada. Estos importantes detalles son encomendados a “chinas” como las del gráfico, que no tienen empacho alguno en insinuar sicalípticas intenciones (La Patria, 24 de febrero de 1963).

Atrevidas contorsiones de una “china” de la Morenada, admiran a los espectadores. Estas figuras complementan con sicalípticos movimientos y en contradicción con el pesado andar de los morenos, esta auténtica danza nacional (La Patria, 9 de febrero de 1964).

### Prohibición
En 1975, la tradición de la China Morena fue prohibida bajo la dictadura militar de Hugo Banzer luego de que la transformista Barbarella besara al dictador durante la Fiesta del Gran Poder:

Durante la festividad del Señor Jesús del Gran poder de 1974, Barbarella se sube al estrado donde está el dictador Hugo Bánzer, aparta a los gendarmes y le da un beso al general. Era una marica, como se les llamaba entonces, que le daba un beso al poder represor.
David Aruquipa Pérez Pérez

En respuesta, el gobierno de ese momento optó por vetar la participación de personas de la diversidad sexual en las festividades populares.

### Resurgimiento

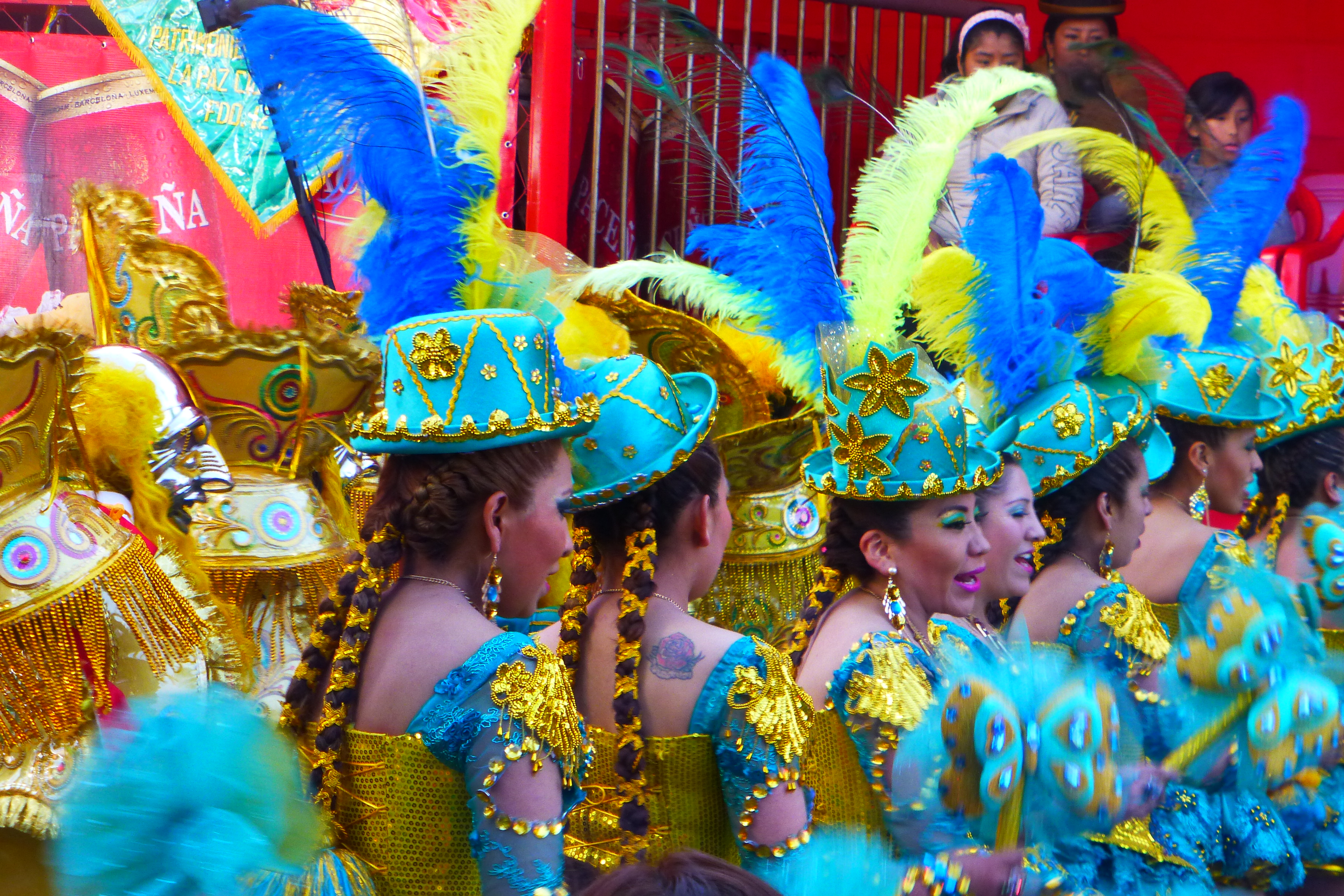
Chinas Morenas en la Fiesta del Gran Poder interpretadas por mujeres cis en 2014.

La tradición reaparecería posteriormente con Hugo Bánzer fuera del poder, en fiestas rurales donde sería reconectada con las cosmologías aborígenes en las que las personas q’iwa son bienvenidas y veneradas como representaciones de la suerte.
La prohibición de la participación LGBT en las danzas catalizó la inclusión de mujeres cis en esta tradición, marcando un cambio significativo en la dinámica social de las festividades. Ofelia promovió la incorporación de mujeres de élite en la danza, ofreciendo su trabajo de diseño como modista y coreógrafo. Hasta entonces, las mujeres orureñas de clase acomodada, debido a la discriminación de género y las restricciones sociales, no participaban en estas celebraciones, que estaban reservadas para las clases populares. Desde ese momento, las mujeres comenzaron a participar, adoptando la estética travesti que caracterizaba los trajes de las "figuras" de las Chinas Morenas.
A partir del año 2000, la China Morena tiene un nuevo impulso con las intervenciones del grupo de la Familia Galán en las festividades del país.
En la actualidad, el personaje de la China Morena incorpora tanto la reversión realizada por Ofelia en la década de los años 1960 como la forma tradicional con máscaras, faldas y trenzas.

## Publicaciones
- La China Morena: memoria histórica travesti (2012).[10] ISBN 9789995482817

## Exposiciones
- Barbarella's kiss (14 de abril de 2023 — 11 de junio de 2023). Exposición fotográfica en el Auto Italia, Londres.[11]